# Callao

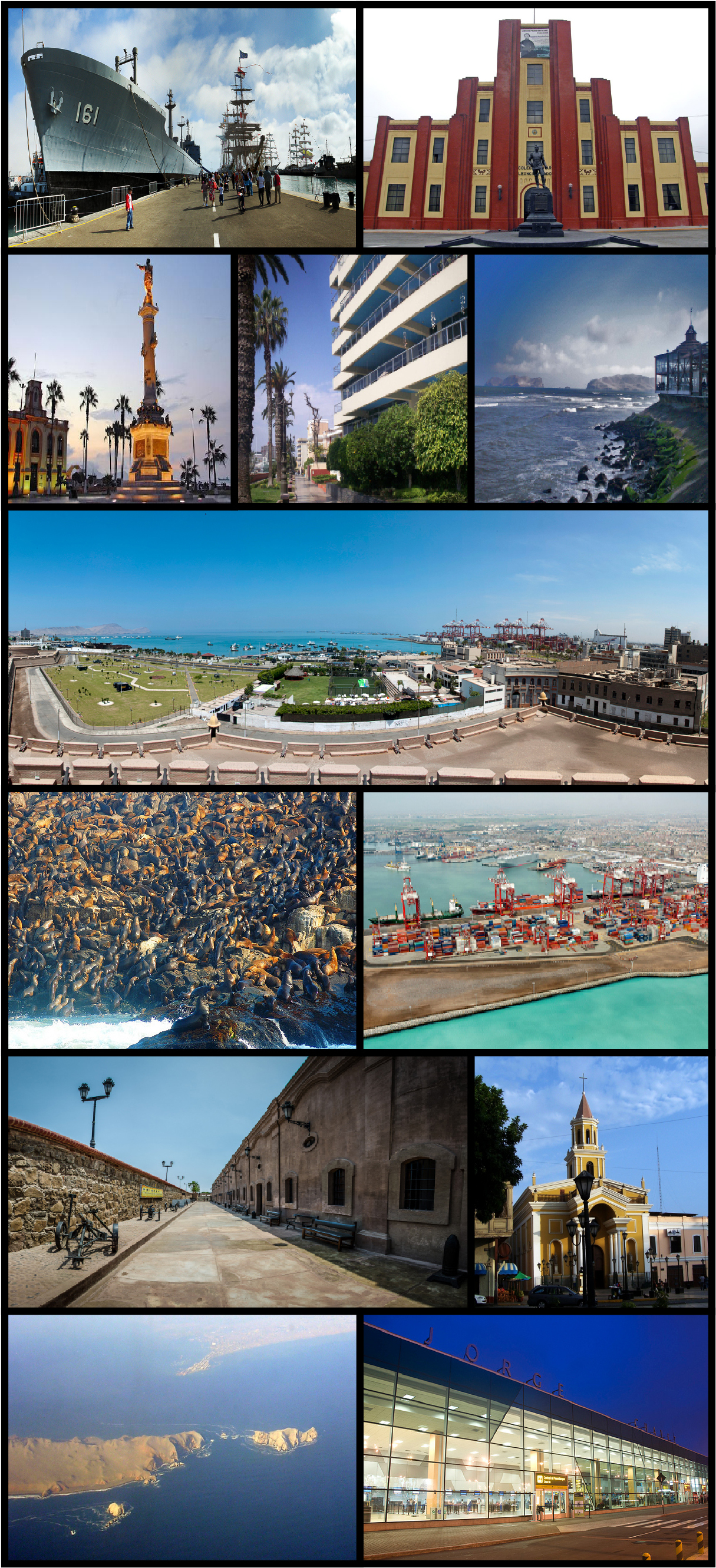

Callao este un oraș portuar din Peru. 
Este împărțit în șase districte:
- 1 Bellavista
- 2 Callao
- 3 Carmen de la Legua Reynoso
- 4 La Perla
- 5 La Punta
- 6 Ventanilla

## Personalități născute aici
- Mario Montalbetti (n. 1953), profesor de lingvistică;
- Santiago Acasiete (n. 1977), fotbalist;
- Claudio Pizarro (n. 1978), fotbalist;
- Daniel Chávez (n. 1988), fotbalist; a jucat și la "Oțelul Galați";
- Carlos Zambrano (n. 1989), fotbalist;
- Jhoao Ward (n. 1989), fotbalist;
- Alexander Callens (n. 1992), fotbalist.